# Џеј-поп
Џеј-поп (јап. J-POP, скраћеница за енгл. Japanese pop) јапанска је поп музика инспирисана западном поп и рок музиком. Термин џеј поп је настао 1988. године на састанку, који је директор радио-станице Џеј вејв Хидео Саито одржао са представницима јапанских музичких кућа. Једна од најпознатијих, али и најплаћенија џеј-поп група јесте АКБ48, која броји осамдесет и осам чланова, те је уписана у Гинисову књигу рекорда као најбројнија поп група на свету.

## Галерија
- Momoiro Clover Z
- AKB48